# Botrychium underwoodianum
Botrychium underwoodianum är en låsbräkenväxtart som beskrevs av William Ralph Maxon. Botrychium underwoodianum ingår i släktet låsbräknar, och familjen låsbräkenväxter. Inga underarter finns listade i Catalogue of Life.